# Сан Ђакомо (Мачерата)
Сан Ђакомо (итал. San Giacomo) насеље је у Италији у округу Мачерата, региону Марке.
Према процени из 2011. у насељу је живело 69 становника. Насеље се налази на надморској висини од 239 м.